# Danaea simplicifolia
Danaea simplicifolia är en kärlväxtart som beskrevs av Edward Rudge. Danaea simplicifolia ingår i släktet Danaea, och familjen Marattiaceae. Inga underarter finns listade i Catalogue of Life.